# Maxim al II-lea al Constantinopolului
Maxim al II-lea (în greacă Μάξιμος Β΄, transliterat: Maximos 2; n. secolul al XII-lea – d. decembrie 1216, Constantinopol, Imperiul Latin de Constantinopol) a fost un cleric ortodox bizantin, care a îndeplinit funcția de patriarh ecumenic al Constantinopolului din iunie până în decembrie 1216.

## Biografie
A avut probabil o origine umilă, provenind dintre oamenii de rând. Cronicarii bizantini Georgios Akropolites și Nichifor Calist Xanthopoulos⁠(d) sunt extrem de critici la adresa lui Maxim, sugerând că era „needucat”, ceea ce ar putea fi, cu toate acestea, probabil o reflectare a atitudinii nobilimii față de un plebeu care a ajuns într-un rang superior. Maxim a fost anterior stareț al Mănăstirii Akoimetoi și apoi duhovnic al împăratului niceean Teodor I Laskaris înainte de a deveni patriarh. 
În ianuarie 1216, după moartea patriarhului Teodor al II-lea, a început o campanie pentru alegerea unui nou patriarh. Împăratul Teodor I Laskaris nu dorea o întărire excesivă a poziției nobilimii și clerului superior care se refugiaseră de la Constantinopol. Prin urmare, el l-a susținut pe duhovnicul său și și-a impus voința asupra sinodului patriarhal, care, în cele din urmă, l-a ales patriarh pe Maxim la 3 iunie 1216. Nichifor Calist Xanthopoulos afirmă că Maxim dobândise în timp o influență la palatul imperial, frecventând saloanele soției și fiicelor împăratului, și că intrigile sale pe lângă femeile de la curte ar fi fost singurul motiv pentru care a fost ales patriarh. Akropolites scrie că Maxim „a făcut curte femeilor din saloanele palatului și a fost, la rândul său, curtat de acestea; căci nu există alt motiv pentru care a fost înălțat într-un asemenea rang”.
Maxim a fost patriarh în exil, deoarece a locuit la Niceea ca urmare a faptului că scaunul său titular era ocupat în acel moment de patriarhul latin al Constantinopolului. Se cunosc puține informații despre activitatea patriarhului. Maxim s-a confruntat probabil cu opoziția clerului superior, care dorea ca Niketas Choniates să devină patriarh. Există dovezi că Maxim al II-lea a provocat un conflict între împărat și cetățenii Niceei prin unele acțiuni nechibzuite. Patriarhul a purtat, de asemenea,  în numele lui Teodor I, unele negocieri cu reprezentanții Imperiului Latin. A murit în funcție în decembrie 1216, după doar șase luni pe tronul patriarhal.